# Cisticola subruficapilla
El cistícola dorsigrís  (Cisticola subruficapilla) es una especie de ave paseriforme de la familia Cisticolidae propia del África austral.

## Descripción
El cistícola dorsigrís es un pájaro pequeño, de unos 13 cm de largo, de color apagado con un píleo rojizo oscuro en su cabeza rojiza. Tiene una franja rufa en el ala doblada. El pico gris es corto y recto, y las patas son de color marrón rosáceo. El ojo es de color marrón claro.
La forma sureña, "cistícola dorsigrís" propiamente dicha, que se encuentra en el sur de Namibia y Sudáfrica, tiene una espalda gris muy  veteada de negro. Sus partes inferiores son de color blanco grisáceo. Aunque las cistícolas pueden ser muy similares en el plumaje, esta subespecie grisácea es bastante distintiva. La subespecie del norte tiene una espalda marrón muy surcada de partes inferiores de color negro. Es muy similar a Cisticola lais, del este de Sudáfrica, pero esa especie tiene partes inferiores de tono ante más cálidas y no se superponen en la zona en la que habitan.
Ambos sexos son similares, pero los ejemplares juveniles son de tonos más apagados con una cara amarilla.
La llamada del cistícola dorsigrís es un prrrrt suave seguido de un agudo whiii fwiii

## Distribución y hábitat
Esta especie es un pájaro sedentario del sur de Angola, Namibia y el oeste de Sudáfrica. Su hábitat natural es el fynbos costero, zonas de arbusto karoo y zonas de pastizales en planicies de estuarios, donde es una especie muy común.